# یان برزاک-فلیکس
یان برزاک-فلیکس (انگلیسی: Jan Brzák-Felix; ۶ آوریل ۱۹۱۲ – ۱۵ ژوئیهٔ ۱۹۸۸) قایقران کانو اهل چکسلواکی بود.